# Залесе (Келецький повіт)
Залесе (пол. Zalesie) — село в Польщі, у гміні Ракув Келецького повіту Свентокшиського воєводства.
Населення — 338 осіб (2011).
У 1975-1998 роках село належало до Келецького воєводства.

## Демографія
Демографічна структура на день 31 березня 2011 року:
|          | Загалом | Допрацездатний вік | Працездатний вік | Постпрацездатний вік |
| -------- | ------- | ------------------ | ---------------- | -------------------- |
| Чоловіки | 169     | 30                 | 122              | 17                   |
| Жінки    | 169     | 36                 | 85               | 48                   |
| Разом    | 338     | 66                 | 207              | 65                   |